# Paulo Alves Sarmento

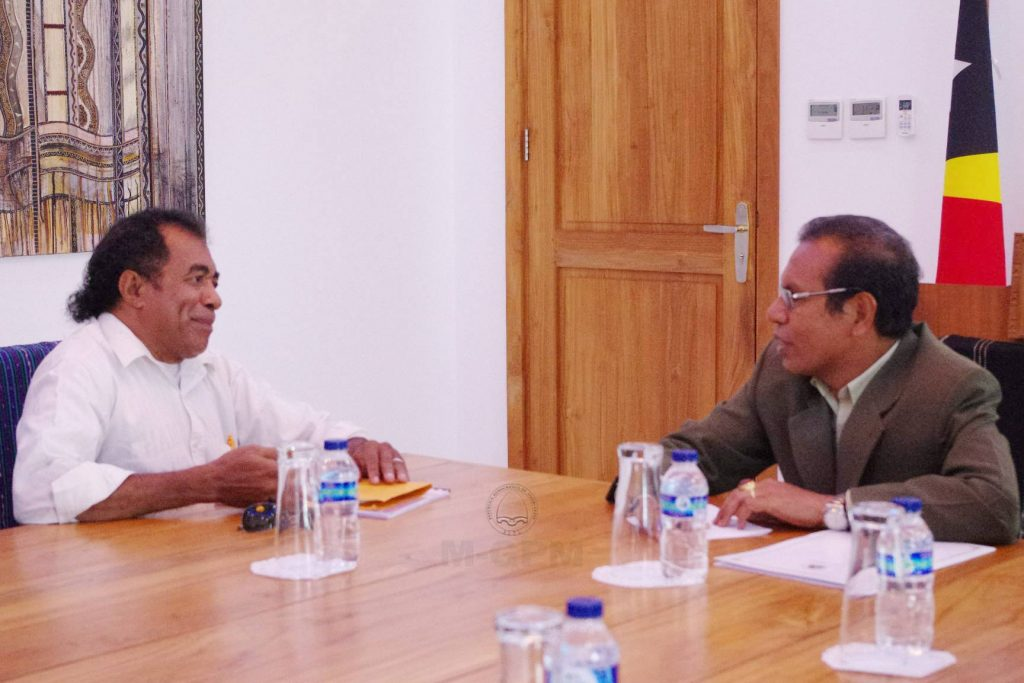
Paulo Alves Sarmento (links) mit Taur Matan Ruak

Paulo Alves Sarmento (* 6. Februar 1957 in Laclo, Aitemua, Portugiesisch-Timor; † 15. Juni 2019 in Dili, Osttimor), Kampfnamen Tubir Loke Dalan (Kurzform Tuloda), war ein Politiker aus Osttimor. Er war Mitglied der Partido Democrático (PD).
Sarmento war ab August 1975 Mitglied der FALINTIL und Vizesekretär der FRETILIN in der Region III im Freiheitskampf gegen die indonesischen Besetzung. Im Januar 1979 wurde er gefangen genommen und von den Indonesiern bis 1987 auf die Insel Atauro verbannt.
2001 kandidierte er bei den Wahlen zur verfassunggebenden Versammlung auf Platz 3 der Liste der Partido Democrático. und war dann von 2001 bis 2007 Mitglied des Nationalparlaments Osttimors und Mitglied der Kommission D (Landwirtschaft, Fischerei und Umwelt). Danach trat Sarmento nicht mehr bei Wahlen an. Er verstarb 2019 im Hospital Nacional Guido Valadares (HNGV) und wurde im Heldenfriedhof in Metinaro am 19. Juni beerdigt.
2006 wurde Sarmento für seine Beteiligung im Freiheitskampf mit dem Ordem Nicolau Lobato ausgezeichnet wurde.